# Trachypedoula
Trachypedoula (griechisch Τραχυπέδουλα) ist eine Gemeinde im Bezirk Paphos in der Republik Zypern. Bei der Volkszählung im Jahr 2021 hatte sie 43 Einwohner.

## Name
Der Ortsname scheint auf das raue, steinige Gelände seiner Gegend zurückzuführen zu sein. Der zweite Bestandteil seines Namens könnte das Wort pezoula oder pezoulia sein, was so viel wie „Steinbänke“ oder „Gebäude“ bedeutet, daher ist es möglich, dass der ursprüngliche Name des Gebiets Trachypezoula war.

## Lage und Umgebung

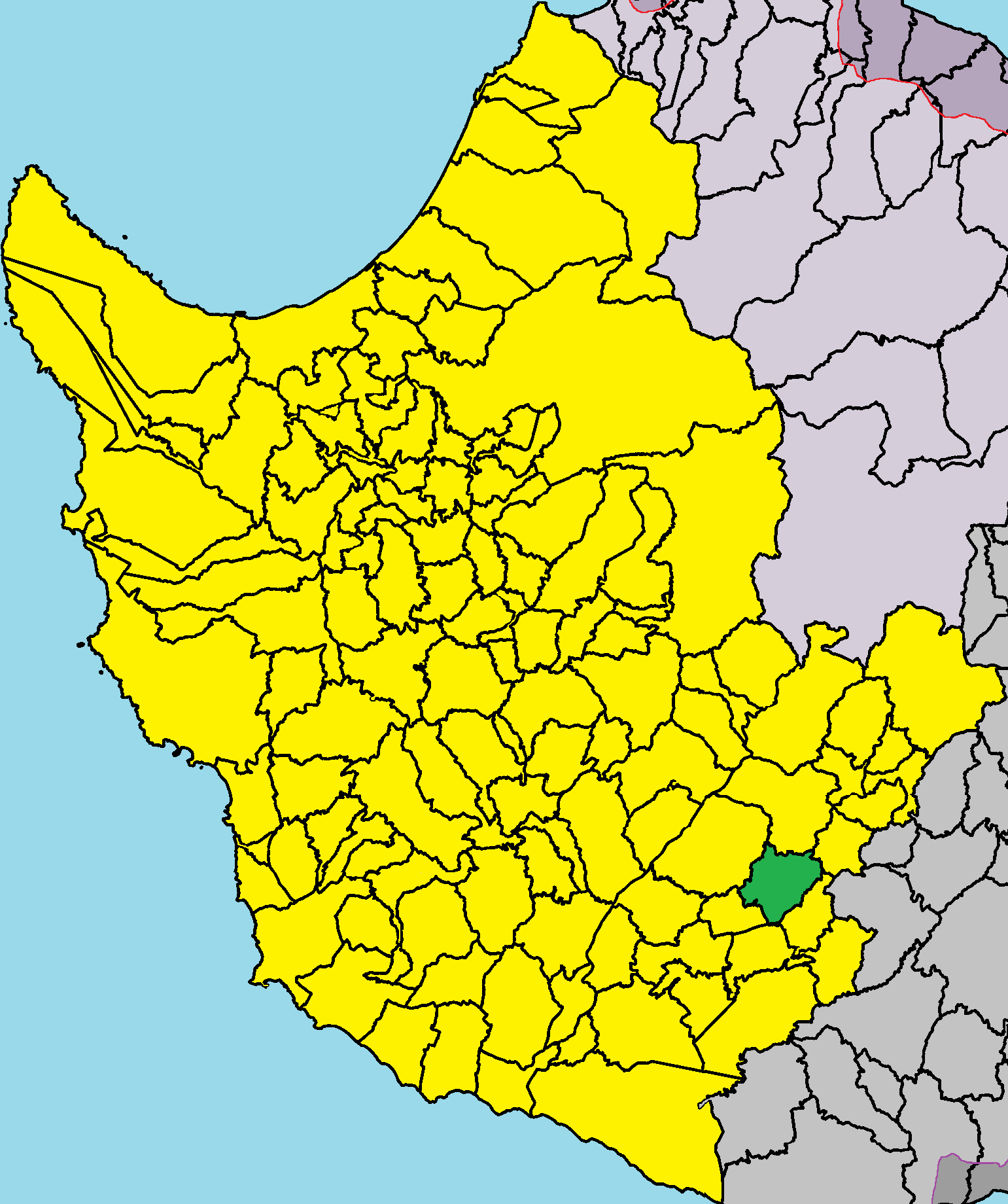
Lage im Bezirk Paphos

Trachypedoula liegt im Südwesten der Mittelmeerinsel Zypern auf einer Höhe von etwa 485 Metern, etwa 36 Kilometer östlich von Paphos, 55 Kilometer nordwestlich von Limassol und 115 Kilometer südwestlich von Nikosia. Das 9,01835 Quadratkilometer große Dorf grenzt im Norden an Salamiou, im Osten an Kidasi und Prastio, im Süden an Maronas und im Westen an Agios Georgios und Kelokedara. Das Dorf kann über die Straße F629 erreicht werden.
Die durchschnittliche jährliche Niederschlagsmenge beträgt rund 580 Millimeter. In der Umgebung werden Weinreben, Zitrusfrüchte, Mandeln, Oliven, Birnen, Getreide, Heilpflanzen und einige Hülsenfrüchte angebaut. Geologisch betrachtet wird das Gemeindegebiet von den Ablagerungen der Lefkara-Formation (Kreiden, Mergel und Keratolithe), den Tonen der Monis-Formation und den Ablagerungen des Mamonia-Komplexes dominiert. Auf diesen Gesteinen entstanden kalkhaltige Böden und Böden der Mamonia-Formation.

## Geschichte
Trachypedoula wird in mittelalterlichen Quellen nicht erwähnt und laut George Jeffery später, während der osmanischen Zeit gegründet. Darüber hinaus besagt die örtliche Überlieferung, dass das Dorf von drei Hirten aus dem Nachbardorf Salamiou gegründet wurde, die sich erstmals im 18. Jahrhundert in Trachypedoula niederließen.

### Bevölkerungsentwicklung
Die folgende Tabelle zeigt die Bevölkerung des Dorfes, wie sie in den in Zypern durchgeführten Volkszählungen erfasst wurde.
| Jahr      | 1881 | 1891 | 1901 | 1911 | 1921 | 1931 | 1946 | 1960 | 1976 | 1982 | 1992 | 2001 | 2011 | 2021 |
| Einwohner | 110  | 123  | 140  | 206  | 273  | 284  | 311  | 294  | 249  | 195  | 108  | 82   | 64   | 43   |